# Olga Oller

Olga Oller (unbekannter Fotograf, Archiv der Universität Wien (1920))

Olga Oller, auch Olga Brody Oller, (geboren 2. April 1887 als Golde Oller in Przemyśl, Österreich-Ungarn; gestorben 1978) war eine austroamerikanische Individualpsychologin.

## Leben
Olga Oller legte 1910 die Matura in Lemberg ab, studierte Geschichte an der Universität Wien und wurde 1915 mit einer Dissertation über den polnischen Novemberaufstand 1830 promoviert. Sie studierte in Wien Medizin, wurde 1922 promoviert und trat in die Ärztekammer ein. Oller heiratete Isidor Brojdy (1883–).
Oller lernte den Psychoanalytiker Alfred Adler kennen, der sie zur Mitarbeit in einer Erziehungsberatungsstelle im 20. Bezirk gewann, in der sie zwischen 1925 und 1927 mit dem Lehrer Oskar Spiel arbeitete. Sie beriet andere Individualpsychologen und leitete 1928 einen Kurs über das Beratungswesen.
Nach dem Anschluss Österreichs 1938 wurde sie gezwungen, ihre ärztliche Tätigkeit aufzugeben, und sie emigrierte mit ihrem Mann in die USA. Olga Brody Oller erhielt 1942 die ärztliche Zulassung für Allgemeinmedizin und arbeitete auch als Psychiaterin und als ärztliche Beraterin an der Mental Hygiene Clinic des Alfred-Adler-Instituts in New York. Sie war Mitglied der American Psychiatric Association und der Alfred Adler Medical Society.

## Schriften (Auswahl)
- Der polnische Reichstag 1830–1831. Phil. Diss. Wien (1915).
- Medical practice and psychotherapy. In: Individual Psychology Bulletin, 6, S. 19 ff. (1947).
- Understanding and managing of psychosomatic problems in children. In: Journal of Individual Psychology, 10, S. 3 f.
- Medical practice and psychotherapy, in: Kurt A. Adler, Danica Deutsch (Hrsg.): Essays in Individual Psychology. New York: Grove Press, 1959, S. 231–235.